# Bytecoin

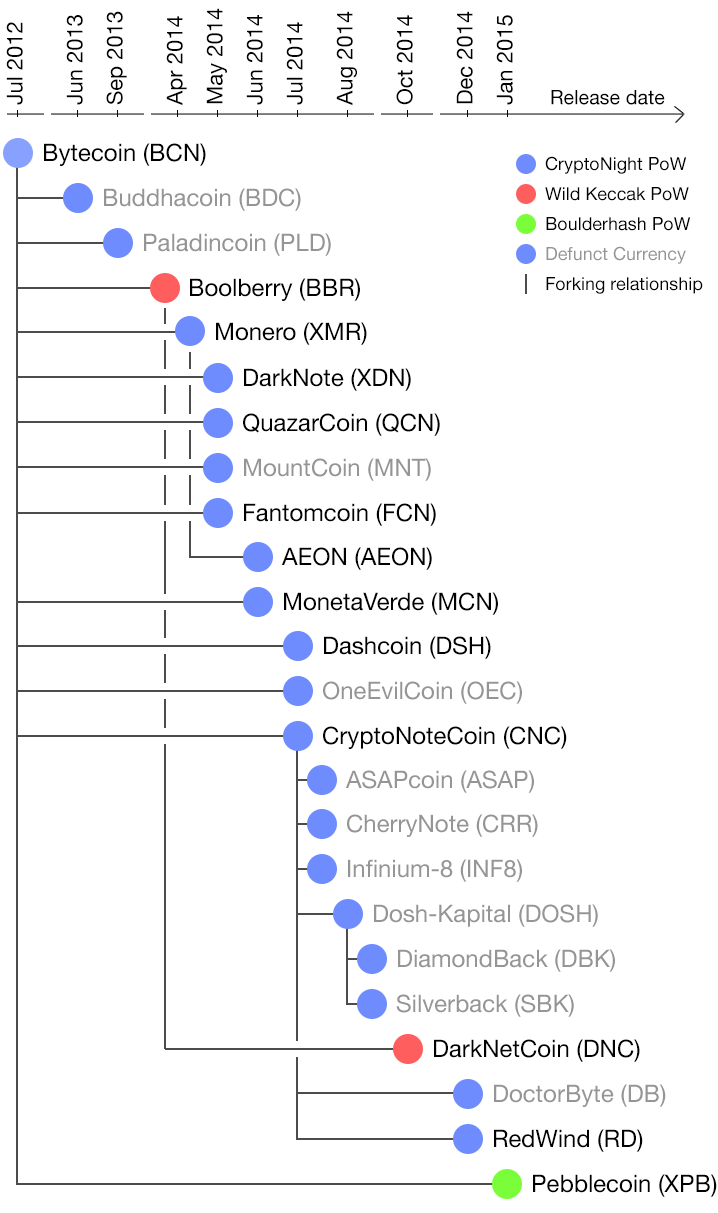
Árvore de Forks para as criptomoedas do protocolo CryptoNote. Fevereiro 2016

Bytecoin (símbolo de ticker BCN) é a primeira criptomoeda baseada no protocolo CryptoNote, com código aberto e projetada para a realização de transações anônimas, protegendo a privacidade das partes envolvidas em uma transação.
Seu desenvolvimento não tem relação direta com o Bitcoin ou algum de seus forks, pois trata-se de um projeto inteiramente novo que foi baseado unicamente na tecnologia de assinatura em anel, desenvolvida para ocultar a origem dos recursos, impedindo seu rastreamento por quem quer que seja

## História
Desde seu lançamento em 2012, muitas melhorias foram feitas, tanto no algoritmo de transações quanto nos mecanismos de segurança. Em 2013, a implementação original do CryptoNote que havia sido desenvolvida em Java foi reescrita usando C++. Em 2015, Bytecoin foi bifurcada mais de 25 vezes, dando origem inclusive à famosa criptomoeda Monero.
Em 2017 a equipe do Bytecoin divulgou um road-map contendo informações sobre as novidades para 2018, incluindo uma nova carteira para desktop, uma nova API ( a API antiga será substituída definitivamente em junho de 2018, segundo consta no site oficial) que busca incrementar o recurso de privacidade, tornando esta criptomoeda totalmente irrastreável. Além disso estão previstos recursos que permitirão, segundo a equipe de desenvolvimento, a criação de contratos inteligentes (smart contracts) tal como oferecido por outras plataformas, especialmente Ethereum e NEM.  Ainda há recursos e tarefas pendentes de lançamento tais como:;
- Rede pública para testes, prevista para 10 de julho de 2018;
- Novas ações de marketing nos mercados asiático,  africano e no oriente médio;
- Negociação em mais corretoras de criptomoedas (devido a falhas na antiga API, algumas corretoras não estão operando com BCN);
- Carteira para Android e IOS;
- Plugin de pagamentos;

## Recursos da nova carteira desktop e da nova API
LMDB library como padrão para otimizar o tamanho do blockchain de 50 para 25GB, suporte  a taxas dinâmicas (a taxa passa a depender do fluxo de transações no mercado e do valor das transações) e banco de dados separado da carteira (para evitar que o arquivo da carteira tenha seu tamanho aumentado em função das transações).
Um diferencial importante na tecnologia empregada pelo Bytecoin é o fato de seu algoritmo exigir uso de grande quantidade de memória, fazendo com que a mineração por GPU seja menos eficiente do que a mineração por CPU. Isso também impede, até o momento, o uso de ASIC, muito embora a empresa Bitman tenha divulgado recentemente o lançamento de uma mineradora para moedas baseadas no protocolo CriptoNote.
A essência do algoritmo Criptonote está no sistema de assinatura em anel, que oferece o máximo de anonimato disponível atualmente. A criptografia base para o protocolo foi criado por Ron Rivest, Adi Shamir e Yael Taumann em 2001, e finalizado por E. Fujisaki e K. Suzuki em 2007. O EdDSA regime proposto pelo matemático norte-Americano Daniel Bernstein é usado como o algoritmo de assinatura. Um sistema adicional de ofuscamento foi adicionada a este.

Ofuscamento de transação do protocolo CryptoNote

## Polêmica sobre o uso de ASIC
Em abril de 2018 a equipe do Bytecoin anunciou oficialmente que não faria um hard fork para impedir a mineração por meio de ASIC. Os argumentos usados foram que o ASIC protege a rede contra ataques de 51% e que um hard fork apenas para essa finalidade não seria útil, visto que os novos modelos de ASIC trarão o recurso de FPGA, tornando-os facilmente reajustáveis para que se adaptem a mudanças em algoritmos de diferentes moedas.